# Phraortes koyasanensis
Phraortes koyasanensis är en insektsart som beskrevs av Tokuichi Shiraki 1935. Phraortes koyasanensis ingår i släktet Phraortes och familjen Phasmatidae. Inga underarter finns listade i Catalogue of Life.